# SN 1990af
SN 1990af – supernowa typu Ia odkryta 31 października 1990 roku w galaktyce A213458-6244. Jej maksymalna jasność wynosiła 17,91m.